# Pharmstandard
Pharmstandard es la principal empresa farmacéutica rusa, tiene su sede en Ufá.
La cartera de Pharmstandard incluye más de 200 productos utilizados en el tratamiento de la diabetes, crecimiento hormonal deficiente, enfermedades cardiovasculares, desórdenes gastrointestinales y neurológicos, enfermedades infecciosas, cáncer, etc. Más de 90 productos ofrecidos por Pharmstandard están incluidos en la Lista de Productos Farmacéuticos Vitales.
La compañía tiene seis instalaciones manufactureras localizadas en Moscú, Ufá, Nizhny Novgorod, Kursk, Tomsk y Tiumén.
- Datos: Q4391720